# Lucy Thoumaian
Lucy Thoumaian, född 28 oktober 1890 i Amiens i Frankrike, död 1940 i USA, var en armenisk kvinnorättsaktivist och pacifist. 
Hon var delegat vid Internationella Kvinnokongressen i Haag 1915, som hölls i Haag i april 1915, och var en av medgrundarna av  Internationella kvinnoförbundet för fred och frihet.